# Paul-Émile Pissarro
Pour les articles homonymes, voir Pissarro.
Paul-Émile Pissarro dit Paulémile, né le 22 août 1884 à Éragny (Oise), mort le 20 janvier 1972 à Saint-Rémy (Calvados), est un peintre français.

## Biographie
Paul-Émile Pissarro est le cinquième et dernier fils de Camille Pissarro et de Julie Vellay. Élevé dans un ménage artistique comme ses frères, il semble qu'il ait été le mieux prédisposé à la peinture : un cheval blanc, dessiné à l'âge de cinq ans, reçut des éloges de l'écrivain Octave Mirbeau. Son père, impressionné, décida de le garder à part dans sa collection privée et dès lors il ne cessera de le soutenir dans ce qui devient sa passion.
En 1899, Paul-Émile Pissarro part suivre des cours à Gisors (Eure), mais arrête après quelques mois afin d'accompagner son père dans un voyage artistique, au Havre, à Dieppe et à Rouen. Pendant les dernières années de la vie de son père, sa famille habite à Paris, où Paul-Émile étudie dans une académie d'art privée, ce qui marque la différence de parcours avec celui de ses frères et sœurs qui ont surtout bénéficié du tutorat de leur père.
Après la mort de son père en 1903, il retourne vivre avec sa mère dans leur maison d'été d'Éragny, à environ trente kilomètres de Giverny où réside son parrain Claude Monet. Celui-ci, très proche de Camille, devient son précepteur et ami. Il a souvent visité Giverny, où Monet lui donne des leçons de peinture et d'horticulture, l'encourageant sur les pas de son père : « Travaillez ! Recherchez ! Faites comme le faisait votre père. »[réf. nécessaire] En 1905, avec son frère Ludovic-Rodo Pissarro, il débute au Salon des indépendants (dit cette année-là Le salon des Fauves) avec son paysage Bords de l'Epte à Eragny.
Les années 1908-1914 sont difficiles. En 1908 il travaille comme mécanicien et pilote d'essai, puis comme concepteur de textiles et de lacets, activité qui lui a accordé un peu de temps libre pour la peinture. Tandis qu'il travaille à l'usine de lacets, son frère Lucien Pissarro, alors à Londres, lui demande de lui faire parvenir quelques aquarelles. L'intérêt montré par les amateurs britanniques l'incite à recommencer à peindre. Avec sa jeune épouse, Berthe Bennaiché, il déménage en Bourgogne. 
Réformé pendant la Première Guerre mondiale à cause de sa mauvaise santé, Paul-Émile Pissarro profite des années de guerre pour voyager et peindre, en particulier dans le Nord de la France. Dans une lettre à Lucien en 1916 il écrit « j'ai vu des choses superbes, je suis rempli d'enthousiasme »[réf. nécessaire]. Avec l'aide de son frère, il expose à Londres, au New English Art Club, à la galerie Baillie et à l'Allied Artists' Association.
La peinture de Paul-Émile Pissarro subit l'influence de Paul Cézanne qu'il avait rencontré plusieurs fois à Paris.
Dans les années 1920, avec ses amis artistes Kees van Dongen, Maurice de Vlaminck, André Dunoyer de Segonzac et Raoul Dufy, il voyage pendant l'été, peignant dans la campagne française, et retourne à Paris pour l'hiver.
En 1924, il achète une maison à Lyons-la-Forêt (Eure), dont le jardin (que Monet dessine), la campagne environnante et l'Epte lui inspirent ses toiles.
Son style se précise vers la fin des années 1920 : tonalités mélangées et utilisation du couteau à peindre. Il travaille sur un bateau-atelier.
Il pratique la gravure sur bois et l'eau-forte, certaines estampes sont éditées par Malcolm Salaman en 1919.
En 1930, sur les recommandations de Raoul Dufy, Paul-Émile Pissarro visite la Suisse normande. Il tombe aussitôt amoureux de cette région du Calvados, et particulièrement de l'Orne qui lui offrent de nouveaux motifs pour les toiles qu'il envoie au Salon des indépendants pendant les trente années suivantes. De sa visite du Salon d'automne de 1933, Michel Florisoone retient le nom de Paul-Émile Pissarro aux côtés de ceux de Maurice Asselin, Gaston Balande, Victor Charreton, Jean Fernand-Trochain, Tristan Klingsor, Robert Lotiron, Raymond Renefer, René Seyssaud, Henri Vergé-Sarrat et Jules-Émile Zingg dans ce qu'il nomme « l'immuable phalange des paysagistes amoureux des frondaisons et des rivières ».
Après le divorce avec sa première femme, il déménage en 1934 en Suisse normande. Deux ans après il achète une maison à Clécy avec sa deuxième épouse, Yvonne Beaupel (1915-2018), avec qui il a trois enfants, Hugues Claude, Yvon et Véra. Les deux fils sont tous deux devenus artistes. En 1967, Paul-Émile Pissarro expose individuellement pour la première fois à la galerie Wally Findlay à New York.
Paul-Émile Pissarro meurt le 20 janvier 1972 à Saint-Rémy.

## Œuvre
Paul-Émile Pissarro pratique le portrait et le paysage. Il peint les petites villes du Midi comme Treignac et Uzerche, la forêt normande et le marais poitevin.